# Septemvri
Septemvri (en búlgaro: Септември) es una ciudad de Bulgaria en la provincia de Pazardzhik.

## Geografía
Se encuentra a una altitud de 242 m s. n. m. a 98 km de la capital nacional, Sofía.

## Demografía
Según estimación 2012 contaba con una población de 8 123 habitantes.
|         | 2004  | 2005  | 2006  | 2007  | 2008  | 2009  | 2010  | 2011  |
| Mujeres | 4 409 | 4 370 | 4 366 | 4 334 | 4 301 | 4 279 | 4 233 | 3 969 |
| Varones | 4 323 | 4 261 | 4 207 | 4 179 | 4 167 | 4 143 | 4 087 | 3 894 |
| Total   | 8 732 | 8 631 | 8 573 | 8 513 | 8 468 | 8 422 | 8 320 | 7863  |